# Jaguar R3
Der Jaguar R3 war der Formel-1-Rennwagen von Jaguar für die Formel-1-Saison 2002. Das Fahrzeug wurde am 4. Januar 2002 der Öffentlichkeit vorgestellt. Der Nachfolger des Wagens für die Saison 2003 wurde der Jaguar R4.

## Technik
Das Fahrzeug wurde von Steve Nichols und Malcolm Oastler entwickelt und litt unter einer relativ schlechten Aerodynamik, die unter anderem mangelnden Anpressdruck zur Folge hatte. Ursache dafür waren möglicherweise Zeitdruck und fehlerhafte Berechnungen nach den Windkanalmessungen.
Der R3 wurde von einem Ford-Cosworth-CR3-V10-Motor angetrieben. In der Konfiguration von 2002 leistete er 850 PS bei 18.300 /min, hatte einen Zylinderbankwinkel von 72° und wog 96 kg. Die Leistung des Motors lag damit weit hinter den meisten Konkurrenten.
Jaguar setzte ein selbst entwickeltes sequenzielles Siebenganggetriebe ein. Das Benzin lieferte Castrol, die Reifen Michelin.

## Lackierung und Sponsoring
Die Grundfarbe des R3 war Grün (British Racing Green). Neben dem Hauptsponsor HSBC, der fast die gesamte Fahrzeugseite und Flügel in Weiß scheinen ließ, warben auch die Biermarke Beck’s, Benzinlieferant Castrol, DuPont, eds, AT&T, hp und Lear auf dem Wagen.

## Fahrer
Fahrer des R3 waren wie in der vorhergehenden Saison Eddie Irvine und Pedro de la Rosa. Test- und Ersatzfahrer waren James Courtney und André Lotterer. De la Rosa punktete in seiner letzten vollen Saison nicht mehr, weswegen sein Vertrag am Ende der Saison nicht verlängert wurde und er als Testfahrer zu McLaren wechselte. Irvine fuhr mit dem Wagen seine letzte Saison als aktiver Rennfahrer und beendete seine Karriere mit Platz drei in Monza und acht Punkten in der Gesamtwertung.

## Saison 2002

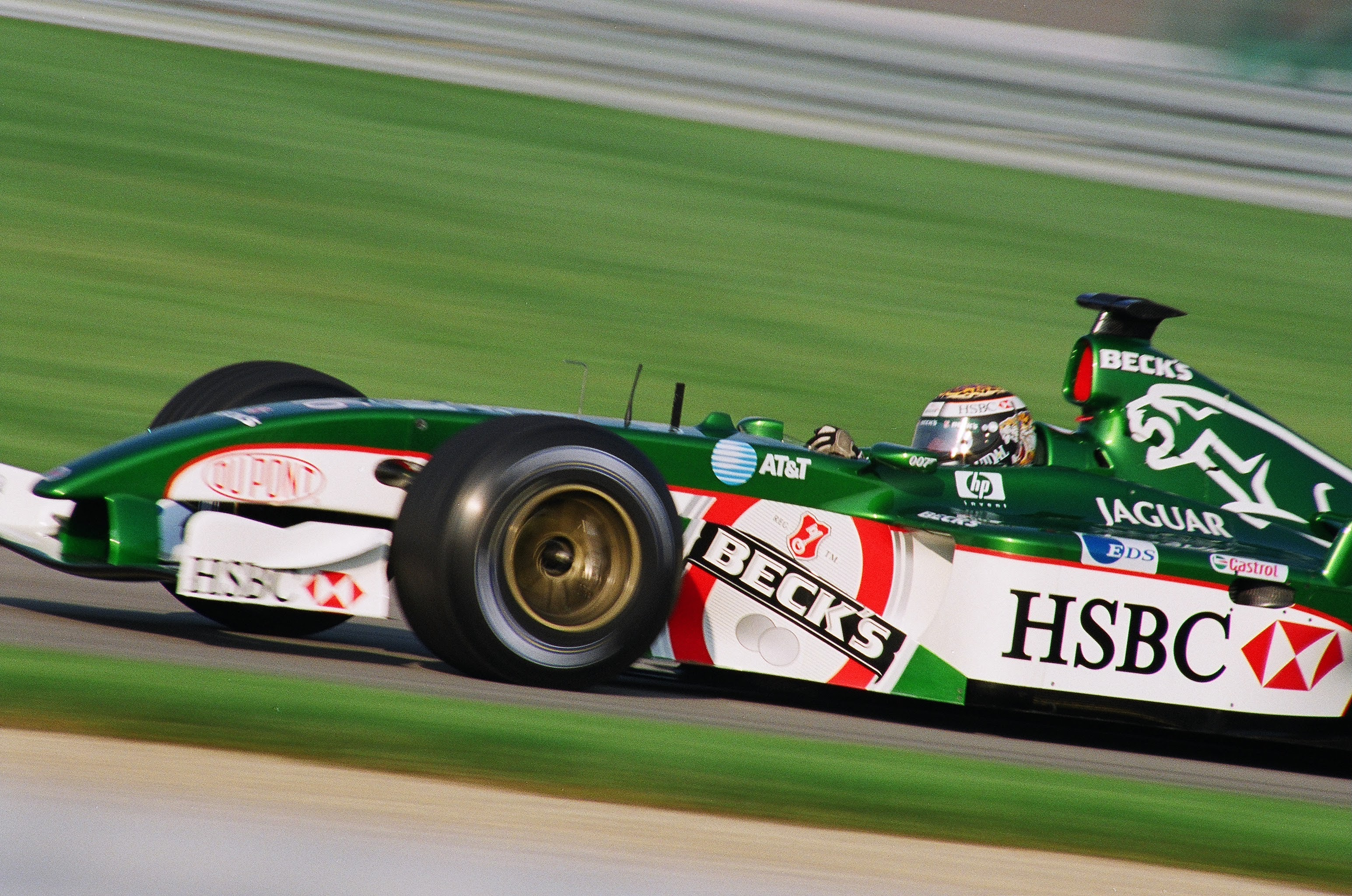
Eddie Irvine beim Großen Preis der USA 2002

Nach den enttäuschenden Saisons 2000 und 2001 ging es für Jaguar auch 2002 nicht aufwärts. Das Team bekannte in der Saisonmitte, viele Fehler in der Entwicklung gemacht zu haben. Nach einem eindrucksvollen vierten Platz beim Auftaktrennen in Australien zeigten sich immer mehr die Unzuverlässigkeit und die mangelnde Leistung des Wagens. Die kontinuierliche Weiterentwicklung führte am Ende der Saison aber zu deutlichen Verbesserungen, Irvine erreichte beim Großen Preis von Italien in Monza mit dem dritten Platz eine Podestplatzierung. Insgesamt gab es jedoch nur drei Zielankünfte in den Punkterängen und 19 Ausfälle, die zumeist technisch bedingt waren. In der Konstrukteurswertung erreichte Jaguar mit acht Punkten den siebten Platz.

## Ergebnisse
| Fahrer               | Nr.                  | 1 | 2   | 3 | 4   | 5   | 6   | 7  | 8   | 9   | 10  | 11  | 12  | 13  | 14  | 15  | 16  | 17  | Punkte | Rang |
| -------------------- | -------------------- | - | --- | - | --- | --- | --- | -- | --- | --- | --- | --- | --- | --- | --- | --- | --- | --- | ------ | ---- |
| Formel-1-Saison 2002 | Formel-1-Saison 2002 |   |     |   |     |     |     |    |     |     |     |     |     |     |     |     |     |     | 8      | 7.   |
| E. Irvine            | 16                   | 4 | DNF | 7 | DNF | DNF | DNF | 9  | DNF | DNF | DNF | DNF | DNF | DNF | 6   | 3   | 10  | 9   | 8      | 7.   |
| P. de la Rosa        | 17                   | 8 | 10  | 8 | DNF | DNF | DNF | 10 | DNF | 10  | 11  | 9   | DNF | 13  | DNF | DNF | DNF | DNF | 8      | 7.   |

| Legende  | Legende            | Legende                                                          |
| Farbe    | Abkürzung          | Bedeutung                                                        |
| -------- | ------------------ | ---------------------------------------------------------------- |
| Gold     | –                  | Sieg                                                             |
| Silber   | –                  | 2. Platz                                                         |
| Bronze   | –                  | 3. Platz                                                         |
| Grün     | –                  | Platzierung in den Punkten                                       |
| Blau     | –                  | Klassifiziert außerhalb der Punkteränge                          |
| Violett  | DNF                | Rennen nicht beendet (did not finish)                            |
| Violett  | NC                 | nicht klassifiziert (not classified)                             |
| Rot      | DNQ                | nicht qualifiziert (did not qualify)                             |
| Rot      | DNPQ               | in Vorqualifikation gescheitert (did not pre-qualify)            |
| Schwarz  | DSQ                | disqualifiziert (disqualified)                                   |
| Weiß     | DNS                | nicht am Start (did not start)                                   |
| Weiß     | WD                 | zurückgezogen (withdrawn)                                        |
| Hellblau | PO                 | nur am Training teilgenommen (practiced only)                    |
| Hellblau | TD                 | Freitags-Testfahrer (test driver)                                |
| ohne     | DNP                | nicht am Training teilgenommen (did not practice)                |
| ohne     | INJ                | verletzt oder krank (injured)                                    |
| ohne     | EX                 | ausgeschlossen (excluded)                                        |
| ohne     | DNA                | nicht erschienen (did not arrive)                                |
| ohne     | C                  | Rennen abgesagt (cancelled)                                      |
| ohne     | keine WM-Teilnahme |                                                                  |
| sonstige | P/fett             | Pole-Position                                                    |
| sonstige | 1/2/3/4/5/6/7/8    | Punktplatzierung im Sprint-/Qualifikationsrennen                 |
| sonstige | SR/kursiv          | Schnellste Rennrunde                                             |
| sonstige | *                  | nicht im Ziel, aufgrund der zurückgelegten Distanz aber gewertet |
| sonstige | ()                 | Streichresultate                                                 |
| sonstige | unterstrichen      | Führender in der Gesamtwertung                                   |